# Малий Аксу
Малий Аксу́ (каз. Кіші Ақсу) — село у складі Уйгурського району Алматинської області Казахстану. Входить до складу Аксуського сільського округу.
Населення — 736 осіб (2021; 726 у 2009, 663 у 1999, 532 у 1989).